# Prava Jezusova Cerkev
Prava Jezusova Cerkev je neodvisna cerkev in je protestanska ločina evangeličanskega gibanja, ki je nastala leta 1917 na Kitajskem. Ima 1,5 milijona privržencev, predvsem v Pekingu in na Tajvanu. 
Privrženci sledijo naslednjim dogmam:
1. Zakrament Svetega Duha: “Prejemanje Svetega Duha, ki ga dokazuje govorjenje jezika, je potrditev našega dedovanja Nebeškega kraljestva.
2. Zakrament krsta: „Krstna voda je zakrament odpuščanja in obnove. Krst se izvaja v naravni živi vodi, kot je npr. reka, morje ali izvir. Krstitelj, ki je že prejel krst z vodo in Svetim Duhom, lahko krščuje v imenu gospoda Jezusa Kristusa. Oseba, ki bo krščena, mora biti s celim telesom v vodi, sklonjene glave in z obrazom gledati proti tlom.“
3. Zakrament umivanja nog: „Zakrament umivanja nog daje tistemu, ki ga opravlja, vso miloščino gospoda Jezusa. Prav tako je tu tudi za to, da nas neprestano spominja na to, da gojimo ljubezen, posvečenost, mir, odpuščanje in ustrežljivost. Vsaki osebi, ki prejme krst z vodo so očiščene tudi noge v imenu Jezusa Kristusa. Vzajemno umivanje nog se opravlja, kadarkoli se za to ponudi priložnost.“
4. Zakrament svete družbe: „Sveto obhajilo je sveti zakrament, ki simbolizira smrt Jezusa Kristusa. Z njegovo pomočjo lahko okusimo telo in kri našega Gospoda, da tako dočakamo večno življenje in vstanemo od mrtvih poslednji dan. Tega zakramenta se moramo kar največkrat posluževati. Za ta obred se uporablja nekvašen kruh ter grozdni sok.“
5. Zakrament sabat: „Sabat, sedmi dan v tednu, tj. sobota, je sveti dan, posvečen in blagoslovljen od Boga. Slavljen je z božjo milostjo kot spomin na božje stvarjenje sveta in njegovo odrešenje, z upanjem na večni mir v bodočem življenju.“
6. „Jezus Kristus, beseda, ki je meso postala, je umrl na križu za grešnike, tretji dan od mrtvih vstal in bil vzet v nebesa. On je rešitelj človeštva, stvarnik neba in zemlje in edini pravi Bog.“
7. „Sveto pismo, ki ga sestavljajo Stara in Nova zaveza, je božje delo, edina pisana resnica in osnova krščanskega življenja.“
8. „Odrešitev je Božji dar za resnično vero. Verniki se morajo obrniti k Svetemu duhu na poti svetosti, spoštovanja Boga in ljubezni do človeka.“
9. „Cerkev, ki jo je osnoval naš gospod Jezus Kristus, ter preko Svetega Duha v času posvečenega dežja, je bila ponovno ustanovljena prava cerkev apostolskega časa.“
10. „Gospodov drugi prihod bo prišel zadnje dni, ko pride z nebes soditi svetu: pravičnim večno življenje, grešnikom večna sodba.“